# Felix Manz
Felix Manz (Zurique, 1498 – Zurique, 5 de janeiro de 1527 (29 anos)) foi cofundador juntamente com Conrad Grebel e Georg Blaurock dos Irmãos Suíços Anabatistas na congregação de Zurique na Suíça e foi o primeiro mártir da Reforma Radical.

## Nascimento e Vida
Manz nasceu e morreu na cidade de Zurique, onde o seu pai era cônego na Igreja de Grossmünster.  Embora sejam parcos os registros sobre sua educação, há evidências que ele tenha tido uma educação liberal, e amplo conhecimento de Hebraico, grego e Latim. Manz tornou-se seguidor de Ulrico Zuínglio depois que se transferiu para Zurique em 1519.  Quando Conrad Grebel se juntou ao grupo, em 1521, ele e Manz se tornaram amigos.  Eles questionavam o significado da missa, a natureza da Igreja e suas conexões com o Estado, bem como o batismo infantil.  Depois do Segundo Colóquio de Zurique, em outubro de 1523, eles ficaram insatisfeitos, acreditando que os planos de Zuínglio para a reforma estavam comprometidos com a conselho da cidade.
Grebel, Manz e outros fizeram inúmeras tentativas de reclamar seus direitos. Diversos pais de famílias se recusaram a batizar seus filhos. Uma discussão pública foi realizada com Zuínglio no dia 17 de Janeiro de 1525, tendo o conselho declarado Zuínglio vitorioso.
Depois do malogro final pelo conselho da cidade em 18 de janeiro, na qual ficou deliberado a não apresentação de qualquer argumentação e a submissão à decisão do conselho, bem como o batismo de seus filhos aos oito dias a partir do nascimento, os fiéis se reuniram na residência de Felix Manz e de sua mãe em 21 de janeiro. Conrad Grebel batizou Georg Blaurock, e Blaurock por sua vez batizou os demais. Esse episódio consolidou o rompimento definitivo entre Zuínglio e o conselho, formando-se, pois, a primeira igreja da Reforma Radical. O movimento se espalhou rapidamente e Manz teve papel ativo dentro dele. Ele usou suas habilidades discursivas para traduzir seus textos numa linguagem popular, e trabalhou entusiasticamente como evangelista. Manz foi preso em diversas ocasiões entre 1525 e 1527. Certa vez, quando estava pregando junto com Georg Blaurock nos arredores de Grüningen, foram tomados de surpresa, presos e levados para Zurique, para a cadeia de Wellenburg.

## Execução

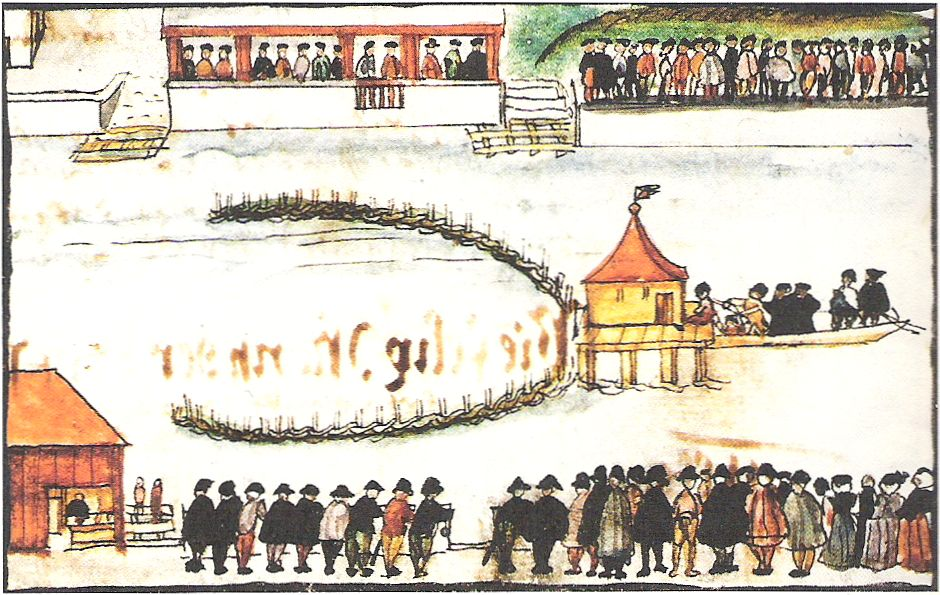
Martírio de Félix Manz, mediante afogamento no rio Limmat,
em 5 de Janeiro de 1527. Ilustração de Heinrich Thomann.

No dia 7 de Março de 1526, o conselho de Zurique havia divulgado um édito que tornava o rebatismo de um adulto, crime punível com afogamento. Em 5 de Janeiro de 1527, Manz tornou-se a primeira vítima do édito, e o primeiro anabatista suíço a sofrer o martírio nas mãos dos outros protestantes. Como Manz afirmava que ele desejava "reunir todos aqueles que desejassem aceitar Cristo, obedecer a Palavra de Deus, e seguir as pegadas do Nazareno, e se unir a estes pelo batismo, permitindo que os demais mantivessem a fé que desejassem", Zuínglio e o conselho o acusaram de recusar obstinadamente "a reincidir no erro e na teimosia".  Às 15h00 daquele dia, quando estava sendo levado da prisão de Wellenburg até um barco, ele louvou a Deus pregava para as pessoas.  Um ministro reformado o acompanhava, e procurou silenciá-lo, esperando estar dando a ele uma chance de se retratar.  A mãe e um irmão de Manz o incitavam a permanecer firme e a sofrer em nome de Jesus.  Ele foi levado de barco até o Rio Limmat. Suas mãos foram amarradas e presas atrás de seus joelhos e uma vara foi colocada entre elas.  Ele foi executado por afogamento no Lago Zurique perto do rio. Suas últimas palavras foram: "Em tuas mãos, Ó Senhor, entrego o meu espírito." Sua propriedade foi confiscada pelo governo de Zurique, sendo ele sepultado no cemitério de São Tiago. A execução de Manz antecipa a Rebelião de Münster, que, oficialmente, começou em 1534. E com isso se rejeita qualquer sugestão de que o conselho estava preocupado com os recentes desenvolvimentos em Münster.
Manz deixou testemunhos escritos de sua fé, um hino com dezoito versos, e aparentemente foi autor de uma defesa dos anabatistas apresentada ao conselho de Zurique, denominada "Protestation und Schutzschrift".

## Hino
O hino de dezoito estrofes escrito por Felix Manz foi preservado da ação do tempo e publicado num livro do século XVI.  Trata-se de um hino de "Louvor a Deus" pela sua grande salvação.  As sete linhas da primeira estrofe são as seguintes:
| Deutsch | Português |
| --- | --- |
| 1. Mit Lust so will ich singen 2. Mein Herz freut sich in Gott 3. Der mir viel Kunst thut bringen, 4. Dasz ich entrinn dem Tod 5. Der ewiglich nimmet kein End. 6. Ich preiz dich Christ vom Himmel, 7. Der mir mein Kummer wend. | 1. Com alegria cantarei agora; 2. Porque o meu coração se regozija em Deus, 3. Que me proporcionou tanta tolerância 4. A ponto de me salvar da morte 5. E que jamais parece ter fim. 6. Louvo a Ti, Cristo dos Céus 7. Que transformou toda a minha dor. |